# Ivan Jovanović
Ivan Jovanovic, född 8 juli 1962 i Loznica i Jugoslavien (nuvarande Serbien), är en serbisk fotbollstränare och före detta fotbollsspelare. Han har tidigare varit tränare för APOEL såväl som för Al-Nasr vid två tillfällen. Han var tränare för Iraklis Thessaloniki 2002 och 2007–2008.